# Cantó de Pontaumur
El cantó de Pontaumur és un cantó francès del departament del Puèi Domat, situat al districte de Riam. Té 16 municipis i el cap és Pontaumur.

## Municipis
- La Celle
- Combrailles
- Condat-en-Combraille
- Fernoël
- Giat
- Landogne
- Miremont
- Montel-de-Gelat
- Pontaumur
- Puy-Saint-Gulmier
- Saint-Avit
- Saint-Étienne-des-Champs
- Saint-Hilaire-les-Monges
- Tralaigues
- Villosanges
- Voingt

## Història
| Data d'elecció                           | Identitat      | Partit                    | Qualitat |
| ---------------------------------------- | -------------- | ------------------------- | -------- |
| 1958-1970                                | Paul Chassaing | RI                        |          |
| 1970-1994                                | Jean Mouton    | PS                        |          |
| 1994-                                    | Maurice Battut | PS, després Divers gauche |          |
| les dades anteriors no són pas conegudes |                |                           |          |
|                                          |                |                           |          |

## Demografia
| 1962  | 1968  | 1975  | 1982  | 1990  | 1999  | 2007  |
| ----- | ----- | ----- | ----- | ----- | ----- | ----- |
| 6.739 | 7.163 | 6.494 | 5.951 | 5.491 | 4.945 | 4.809 |